# Drzewica
Drzewica ist eine Stadt im Powiat Opoczyński der Woiwodschaft Łódź in Polen. Sie ist Sitz der gleichnamigen Stadt-und-Land-Gemeinde mit 10.384 Einwohnern (Stand 31. Dezember 2020).

## Geschichte
Die ersten Belege für eine Siedlung an der Stelle des heutigen Drzewica stammen aus der ersten Hälfte des 13. Jahrhunderts. Das Stadtrecht nach Magdeburger Recht erhielt der Ort am 5. Mai 1429 von König Władysław II. Jagiełło und damit auch das Recht zum Abhalten eines wöchentlichen Markts und von vier Jahrmärkten im Jahr. Stanislaus II. August erlaubte 1766 Handwerkern, sich in der Stadt anzusiedeln und eine Zunft zu bilden. 1785 wurden die Rechte bestätigt. Mit der Dritten Teilung Polens gehörte Drzewica ab 1795 zunächst zu Österreich, ab 1807 zum neu gebildeten Herzogtum Warschau und 1815 dann zu Kongresspolen. Zum 13. Januar 1870 verlor der Ort sein Stadtrecht. Während des Zweiten Weltkrieges wurde Drzwewica von der Wehrmacht besetzt und es wurde ein Ghetto errichtet. 1945 erreichte die Rote Armee den Ort, womit der Krieg für Drzewica zu Ende war. Erst 1948 erfolgte der Anschluss an das Schienennetz mit der Bahnstrecke Tomaszów Mazowiecki–Radom.
Während einer Verwaltungsreform wurde der Ort 1975 Teil der Woiwodschaft Radom. Eine erneute Reform löste die Woiwodschaft auf und Drzewica wurde Teil der Woiwodschaft Łódź.

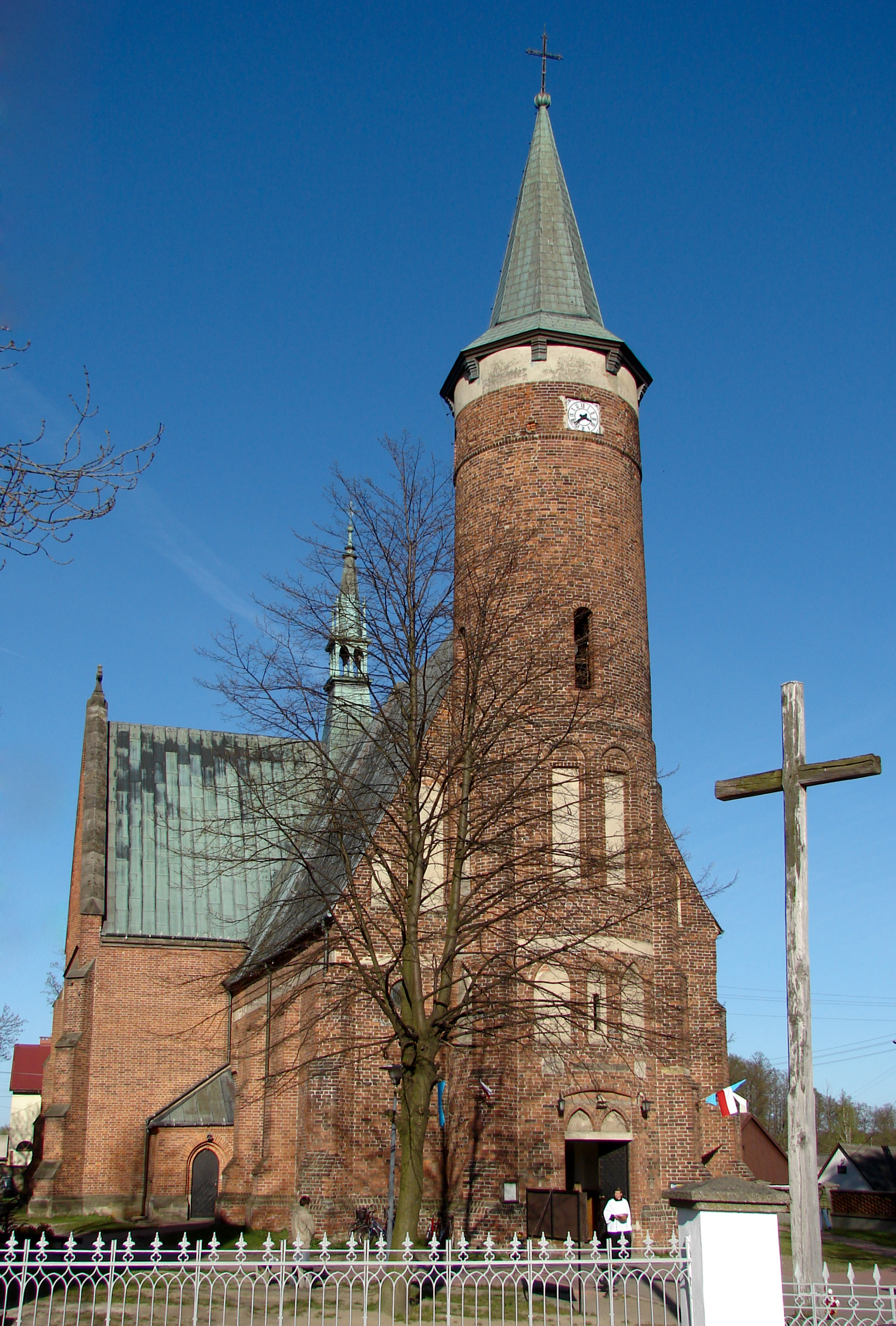
Die Kirche des Heiligen Lukas

Am 1. Januar 1987 erhielt Drzewica wieder das Stadtrecht verliehen.

### Einwohnerentwicklung
1820 gab es im Ort fünf gemauerte und 45 hölzerne Häuser. Bewohnt wurden sie von 254 Christen und 77 Juden.

## Sehenswürdigkeiten
- Kirche des Heiligen Lukas von 1315

## Gemeinde
Zur Stadt-und-Land-Gemeinde (gmina miejsko-wiejska) Drzewica gehören die Stadt selbst und 16 Dörfer mit Schulzenämtern.